# SBIグローバルアセットマネジメント
SBIグローバルアセットマネジメント株式会社（英語: SBI Global Asset Management Co., Ltd.）は東京都港区六本木に本社を置き、投資信託の格付け評価を中心とする企業グループの持株会社。SBIグループに属し、東証プライム市場の上場企業でもある。

## 概要
1998年3月27日、米国の大手投資調査のMorningstar, Inc.と、日本の大手通信キャリアの初代ソフトバンク（現・ソフトバンクグループ）の合弁で設立された。しかし2004年7月、大手ベンチャーキャピタルの初代ソフトバンク・インベストメント（現・SBIホールディングス）の傘下となった。2008年には株式新聞社を吸収し、株式新聞の刊行に乗り出した。
SBIグループに属しながらも、「モーニングスター」ブランドは継続されていた。しかしながら、2023年3月30日付で「モーニングスター」ブランドをMorningstar, Inc.に返還した（下記参照）。

## 沿革
参照：
- 1998年3月27日[4]- モーニングスター株式会社を設立。
- 2000年6月23日[5]- 大証ナスダック・ジャパン（後のジャスダック市場）に上場。
- 2001年5月 - コンサルファームの子会社として、モーニングスター・アセット・マネジメント（現・ウエルスアドバイザー）を設立。
- 2001年11月 - Webサイトのランキング・格付けサービスのゴメス（後のゴメス・コンサルティング）を買収。
- 2002年9月 - 労働組合向けセミナー事業の初代イー・アドバイザーの全株式を取得。
- 2003年3月 - 東京都港区六本木に本店移転。
- 2004年7月 - ソフトバンク・インベストメント（現・SBIホールディングス）が初代ソフトバンク（現・ソフトバンクグループ）より、モーニングスターの保有分全株式を取得。
- 2005年12月1日 - 連結子会社の初代イー・アドバイザーを吸収合併[6]。
- 2006年12月 - マーケティングサービスのエージェント・オール（後のSBIマーケティング）を買収。
- 2007年4月 - 株式新聞社を買収[7]。
- 2008年4月 - 株式新聞社を吸収合併。
- 2008年4月 - SBIマーケティングの全株式を、SBIホールディングスに売却。

- 2011年4月22日 - 株式交換により、上場子会社のゴメス・コンサルティングを完全子会社化[8]。
- 2011年7月1日 - 連結子会社のゴメス・コンサルティングを吸収合併[9]。
- 2011年10月 - 連結子会社として、2代目イー・アドバイザーを設立。
- 2012年10月11日 - SBIホールディングスより、SBIサーチナの株式79.1%とSBIアセットマネジメントの全株式をそれぞれ取得[10]。
- 2014年9月1日 - 連結子会社のSBIサーチナを吸収合併[11]。
- 2014年10月 - インドネシアのコンサルファームのPT. Bina Investama Infonetの持分49.0%を取得。
- 2015年12月4日 - SBIグローバルアセットマネジメント（現・SBIアセットマネジメントグループ）がSBIホールディングスより、モーニングスターの保有分全株式を取得。
- 2017年3月16日 - 債券格付け事業の子会社として、MSクレジットリサーチを設立[12]。
- 2019年2月 - 米国の大手アセットマネジメントサービスのCarret Holdings, Inc.の全株式を取得[13]。
- 2019年8月1日 - アセットマネジメント事業を統括する中間持株会社として、SBIアセットマネジメント・グループを設立。
- 2019年10月1日 - 連結子会社のFIGS Inc. Japanが2代目イー・アドバイザー、MSクレジットリサーチを吸収合併の上、3代目イー・アドバイザーに社名変更[14]。
- 2019年12月26日 - SBIボンド・インベストメント・マネジメントの株式80.0%、SBI地方創生アセットマネジメントの株式45.0%をそれぞれ追加取得。
- 2020年10月19日 - 東証第一部市場に銘柄指定替え[15]。
- 2021年4月1日 - 株式新聞事業とサーチナ事業を、連結子会社の3代目イー・アドバイザーに承継。
- 2021年5月1日 - 連結子会社のSBIアセットマネジメントが、SBIオルタナティブ・インベストメンツを吸収合併。
- 2021年5月 - インドネシア法人のPT. Bina Investama Infonetの全持分49.0%を売却。
- 2021年7月1日 - ゴメス・コンサルティング事業を、総合セキュリティサービスのブロードバンドセキュリティに売却[16]。
- 2022年4月 - 東証の市場区分見直しに伴い、プライム市場に移行。
- 2022年8月1日 - 連結子会社のSBIアセットマネジメントがSBIポンド・インベストメント・マネジメント、SBI地方創生アセットマネジメントを吸収合併[17]。
- 2022年10月1日 - 中間持株会社のSBIアセットマネジメント・グループを吸収合併[18]。
- 2022年10月 - 新生銀行（現・SBI新生銀行）より、新生インベスト・マネジメントの全株式を取得[19][20]。
- 2023年3月7日 - 親会社のSBIグローバルアセットマネジメントがTOBを実施し、モーニングスタージャパンの株式の持株比率を52.62%とする。Morningstar, Inc.の持株比率は13.17%となり「その他の関係会社」でなくなる[21]。
- 2023年3月30日 - Morningstar, Inc.のライセンス契約終了に伴い、「モーニングスター」ブランドを返還。また、これに伴うグループ再編（持株会社化）を実施[22]。旧社名のモーニングスターから、2代目SBIグローバルアセットマネジメント株式会社に変更。

| ① ウエルスアドバイザー（旧モーニングスター・アセット・マネジメント）がモーニングスタージャパンの全事業と、3代目イー・アドバイザーを吸収。 |  | ② 親会社のSBIグローバルアセットマネジメントは、SBIアセットマネジメントグループに商号変更。 |

- 2023年4月1日 - 連結子会社のSBIアセットマネジメントが、新生インベストメント・マネジメントを吸収合併。

## グループ会社

### ファイナンシャル・サービス事業
- ウエルスアドバイザー株式会社（100%）

### アセットマネジメント事業
- SBIアセットマネジメント株式会社（90.2%）
- SBIオルタナティブ・アセット・マネジメント株式会社（100%）
  - SBIオルタナティブ・ファンド合同会社（100%）
- Carret Holdings,Inc.（100%）
  - Carret Asset Management LLC（100%）